# (73967) 1997 XX10
(73967) 1997 XX10 – planetoida z pasa głównego asteroid okrążająca Słońce w ciągu 5,62 lat w średniej odległości 3,16 j.a. Odkryta 4 grudnia 1997 roku.